# Acanthostigma zeae
Acanthostigma zeae är en svampart som beskrevs av Saccas 1951. Acanthostigma zeae ingår i släktet Acanthostigma och familjen Tubeufiaceae.   Inga underarter finns listade i Catalogue of Life.